# 殼頂

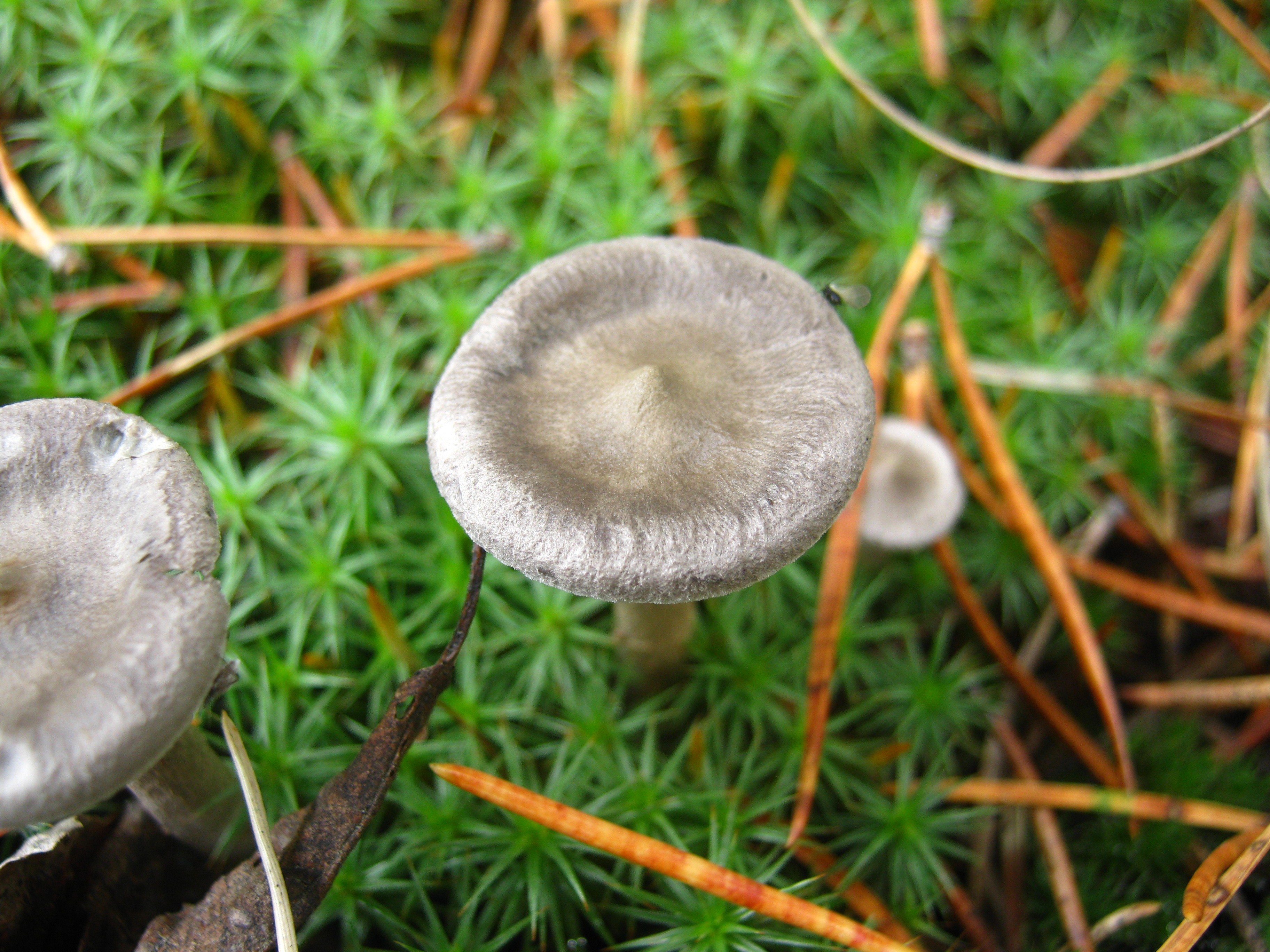
脐形鸡油菌的蕈傘擁有殼頂

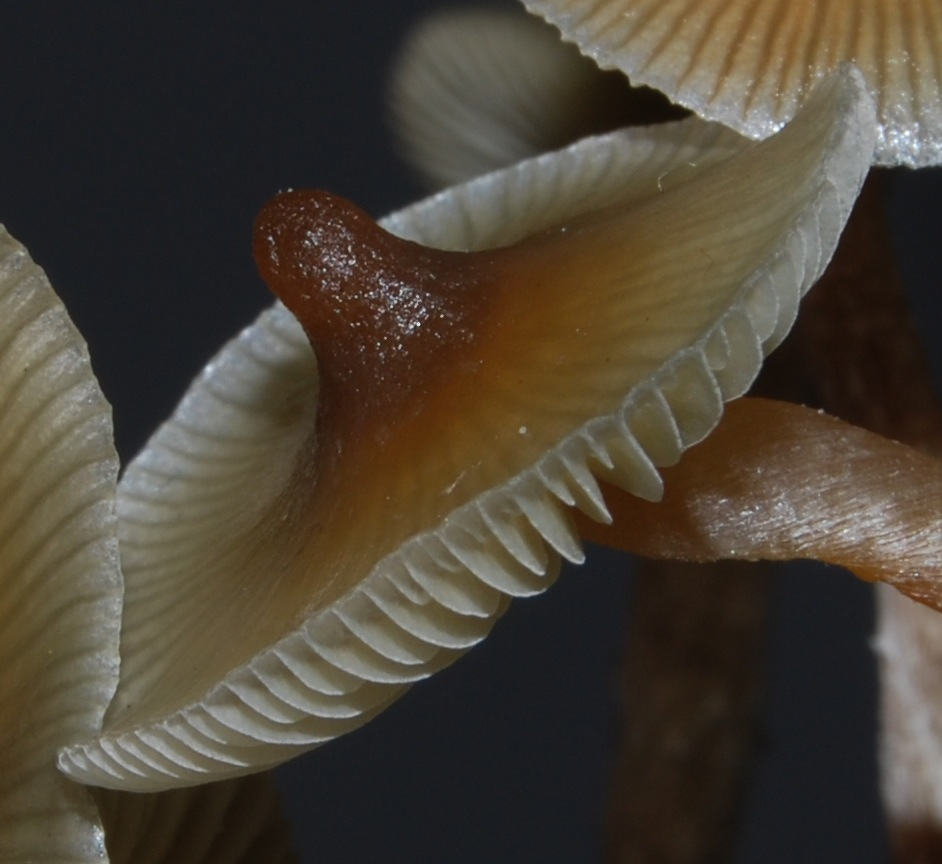
Psilocybe makarorae的殼頂可以papillate形容

殼頂（英語：Umbo）在真菌學上指的是蕈傘中央突起的部分，擁有殼頂的蕈傘稱為umbonate。殼頂明顯突出的蕈傘被稱為是「尖銳」（acute）的，較呈圓形的則稱為「寬廣」（broadly）的。殼頂被伸長者稱為cuspidate，突出但沒有延長，狀似女性乳房者則稱為mammilate或papillate。